# Rhinomorinia atra
Rhinomorinia atra är en tvåvingeart som först beskrevs av Bischof 1904.  Rhinomorinia atra ingår i släktet Rhinomorinia och familjen gråsuggeflugor. Inga underarter finns listade i Catalogue of Life.